# Eduard Alberti
Pour les articles homonymes, voir Alberti.
Edouard Christian Scharlau Alberti (né le 11 mars 1827 à Friedrichstadt et mort le 28 février 1898 à Voorde) est un historien littéraire et philosophe prussien.

## Biographie
Eduard Alberti est le fils d'Eduard Alberti (1827-1859), fonctionnaire de police de rang moyen, et de son épouse Maria, née Haucke (née en 1783), originaire de Fredericia. Son frère Leopold Alberti (de) est un théologien et écrivain renommé.
Eduard Christian Scharlau Alberti fait ses études dans les écoles de sa ville natale de Friedrichstadt. En 1844, il commence à apprendre à imprimer et complète cette formation à Pâques 1848. Il entre ensuite à l'école supérieure de Husum. En 1850, il commence des études de philologie classique à l'Université de Kiel. À Pâques 1854, il réussit son examen d'enseignement.
Alberti travaille ensuite comme précepteur privé à Schwansen jusqu'en 1856, obtient son doctorat en philosophie en juillet 1856 et séjourne à Copenhague l'année suivante. À l'automne, il devient ensuite maître de conférences privé à l'Université de Kiel. En même temps, il est embauché comme assistant à la bibliothèque universitaire. En 1868, il est promu collaborateur scientifique.
En 1893, il est à nouveau promu professeur, mais il prend sa retraite le 1er avril de l'année suivante. Il passe cette période à Voorde, où il meurt le 28 février 1898 à l'âge de 70 ans.
Alberti élabore une nouvelle édition du Lexikons der Schleswig-Holstein-Lauenburgischen und Eutinischen Schriftsteller et est membre de l'Allgemeine Deutsche Biographie, à laquelle il rédige 20 articles. Il est également actif en tant qu'écrivain et poète.
En 1952, l'Albertiweg à Hambourg-Othmarschen porte le nom d'Eduard Alberti.

## Travaux
- Die Frage über Geist und Ordnung der Platonischen Schriften beleuchtet aus Aristoteles. Leipzig 1864.
- Sokrates. Ein Versuch über ihn nach den Quellen. Göttingen 1869.
- Lexikon der Schleswig-Holstein-Lauenburgischen und Eutinischen Schriftsteller von 1829 bis Mitte 1866. Akademische Buchhandlung, Kiel 1867 und 1868.

Tome 1 : A–L, 1867, urn
Tome 2 : M–Z, 1868, urn
- Lexikon der Schleswig-Holstein-Lauenburgischen und Eutinischen Schriftsteller von 1866–1883. Karl Biernatzki, Kiel 1885.

Tome 1 : A–L ( copie numérique )
Tome 2 : M–Z ( copie numérique )
- Markus Charinus, der junge Christ von Pompeji. Leipzig 1872.
- Register über die Zeitschriften und Sammelwerke für schleswig-holstein-lauenburgische Geschichte. Kiel 1873.
- Die Geramundssage (Kiel 1879)
- Gedichte zweier Brüder. Garding 1898 (in Zusammenarbeit mit seinem Bruder Leopold Alberti).